# Андраде, Марлене де
Марлене де Андраде (полное имя Зита Марлене де Андраде-де-Соуса, исп. Zita Marlene De Andrade De Sousa; род. 14 июля 1977, Каракас) — венесуэльская актриса и модель.

## Биография
Окончив среднюю школу, Марлене поступила на факультет фармакологии в Центральном университете Венесуэлы. Но прервала учёбу ради конкурса красоты, после которого Марлене много работала как модель.
Ей пришлось преодолеть природную робость ради того, чтобы работать перед камерой. Потом появилось желание сниматься в сериалах. После эпизодических ролей в 2000 году Марлене получила роль Барбары в сериале «Мои три сестры». Её героиня была вынуждена бороться за любовь Сантьяго (Рикардо Аламо) с Лизой (Скарлет Ортис) и противостоять своей семье. После успешной работы в этом сериале Марлене стали приглашать на главные роли.

## Теленовеллы
- 1999 — Таинственная женщина (РКТВ, Венесуэла) — Мими
- 1999 — Лицо с отметиной (РКТВ, Венесуэла) — Пипина Хоффман
- 2000 — Мои три сестры (РКТВ, Венесуэла) — Барбара Солис
- 2001 — Высокомерная (РКТВ, Венесуэла) — Пура Бенавидес де Линарес
- 2002 — Дороги любви (РКТВ, Венесуэла) — Исабель Кордеро
- 2003 — Дама с камелиями (РКТВ, Венесуэла) — Фанни Муньос
- 2005 — Mujer con pantalones (РКТВ, Венесуэла) — Мария Исабель Торреальба
- 2006 — Y los declaro marido y mujer (РКТВ, Венесуэла) — Элизабет Самора
- 2008 — Рис с молоком (Виневисьон, Венесуэла) — Аманда
- 2008 — La Vida entera (Виневисьон, Венесуэла)